# Die Spurlosen

## Produktion des Hörspiels
Das Hörspiel wurde 1957 vom Norddeutschen Rundfunk und dem Bayerischen Rundfunk unter der Regie von Fritz Schröder-Jahn produziert. Die Tonregie hatten Wilhelm Hagelberg und Kurt Gehrck.
- Wolfgang Lukschy (Kröner)
- Rudolf Fenner (Bandenmitglied Toni)
- Georg Eilert (Dr. Krum)
- Anneliese Römer (Frau Marianne Kröner)
- Erich Schellow (Kaplan Brühl)
- Hans Paetsch (Prälat Pölzig)
- Gerhard Bünte (Pfarrer Druven)
- Siegfried Lowitz (Kriminalpolizist Kleffer)
- Werner Schumacher (Kriminalpolizist Schwitzkowski)
- Erna Nitter (Haushälterin)

## Rezeption
- Bernáth bespricht eine der Kardinalfragen dieses Hörspiels: „Wer ist böser …, die Ausgeraubten oder die Räuber?“[1]

## Ausgaben
- Heinrich Böll: Die Spurlosen. Mit einem Nachwort von Rudolf Walter Leonhard. Hamburg 1957.
- Heinrich Böll: Die Spurlosen. Drei Hörspiele. Leipzig: Insel-Verlag, 1966.